# Karnies

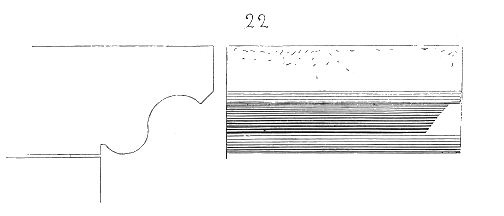
Karniesprofil

Das Karnies (italienisch cornice Fries oder Rahmen) ist ein Schmuckelement in der Architektur. Es wird auch als Glockenleiste bezeichnet und besitzt eine konkav-konvexe (sprich s-förmige) Profilform. Der konvexe Teil wird als Stab, der konkave als Kehle bezeichnet.
Es wird zwischen folgenden Karniesarten unterschieden:
- tragend
- bekrönend
- steigend
- fallend

Das tragende Karnies dient als Zwischenglied, das bekrönende Karnies dagegen als oberer Abschluss eines Gesimses. Bei Säulenkapitellen findet man häufig das steigende Karnies am oberen Ende. Umgekehrt ist das fallende Karnies am unteren Ende eines Säulenkapitells angeordnet.